# جينا بيانشيني
جينا بيانشيني (بالإنجليزية: Gina Bianchini) (مواليد 1972) وهي مستثمرة أمريكية. كانت الرئيسة التنفيذية لشركة نينغ، التي شاركت في تأسيسها مع مارك آندرسن. منذ أن غادرت نينغ في مارس 2010 ، كانت رائدة في شركة أندريه هورويتز.
في سبتمبر 2011 ، أصبحت بيانشيني مديرة لشركة Mighty Networks في بالو ألتو (كاليفورنيا). بالإضافة إلى ذلك، أصبحت بيانشيني عام 2011 مستثمرة في جامعة ليفو ليج مع شيرل ساندبيرج.
قبل انضمامها إلى نينغ ، كانت بيانشيني شريكة ورئيسة لشركة «الاتصالات التوافقية» التي حصلت عليها شركة دنتسو. كما شغلت منصباً في غولدمان ساكس.
تخرجت من جامعة ستانفورد عام 1994 ، وظهرت على غلاف مجلة مجلة فورتشن.

## وصلات خارجية
- Gina Bianchini Is Taking On Facebook Once Again With Mighty Networks
- Official introduction to Ning Authored by Marc Andreesen and Gina Bianchini
- CNBC Interviews Gina Bianchini on Thursday, April 16, 2009
- TechCrunch Interview with Gina
- Gina on Charlie Rose
- Gina Bianchini Video produced by Makers: Women Who Make America